# Madrasostes deharvengi
Madrasostes deharvengi är en skalbaggsart som beskrevs av Gao 2009. Madrasostes deharvengi ingår i släktet Madrasostes och familjen Hybosoridae. Inga underarter finns listade i Catalogue of Life.